# Fonte della Salute (Fara Novarese)

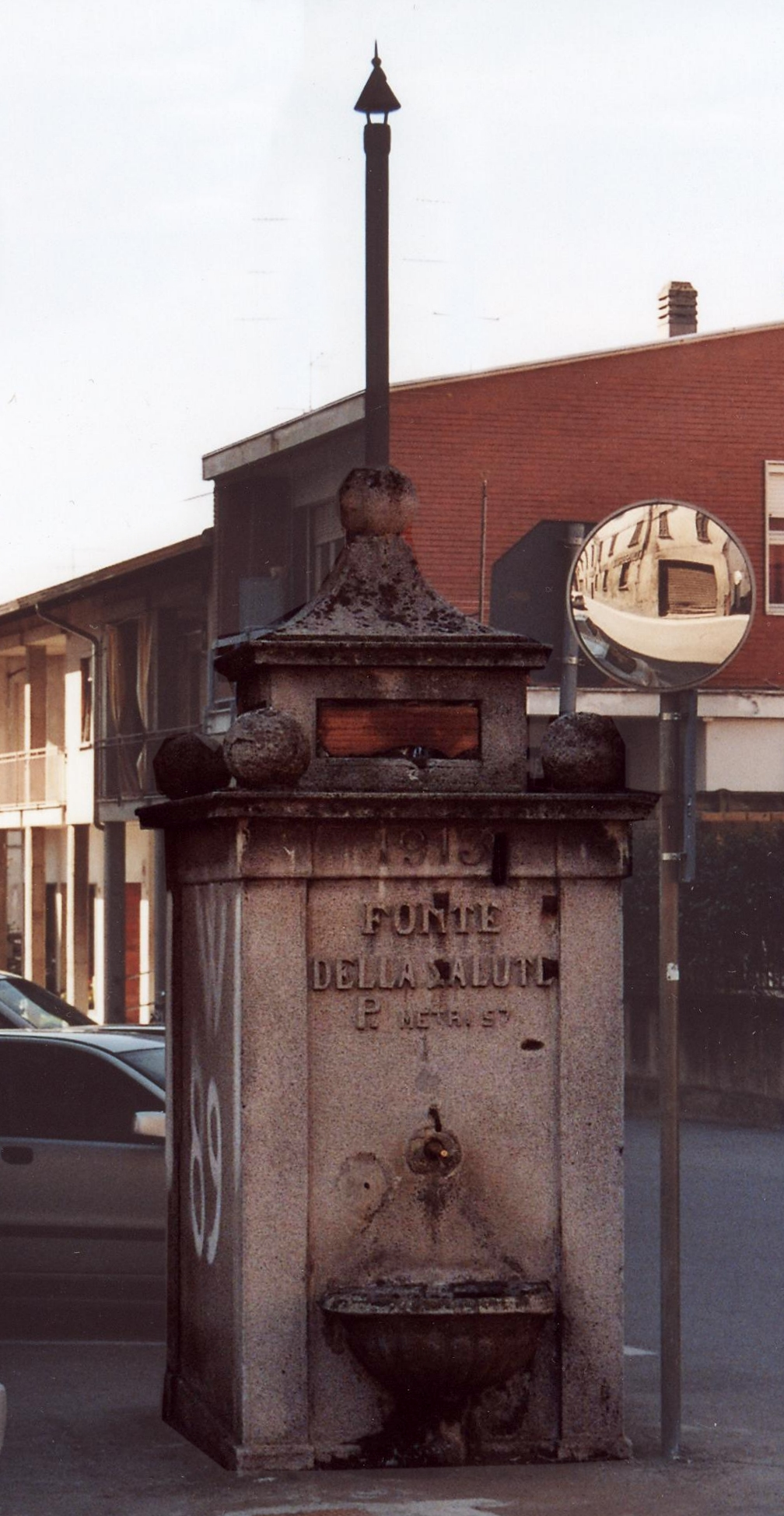
La Fonte della Salute.

La fonte della Salute si trova al centro di Fara Novarese, all'incrocio tra via Cesare Battisti e via Quintino Sella.

## Il pozzo
Si tratta di un pozzo profondo 57 metri fatto realizzare dal Comune di Fara nel 1913 per permettere la raccolta di acqua chimicamente potabile alla popolazione. Il paese, infatti, soffriva la carenza di acqua potabile, ed usufruiva di pozzi non sicuri, come quello a pompa attualmente visibile in via Capour.
La realizzazione della fontana venne affidata a Giuseppe Portigliotti, autore di molti elementi architettonici e decorativi in cemento, sia a Fara che nei paesi limitrofi. La struttura è costituita da una cabina a parallelepipedo con apertura sul retro, ingentilita da quattro pilastrini a lesena angolari terminanti in una cornice. Al di sopra, in corrispondenza degli spigoli, sono collocate quattro sfere decorative, mentre al centro si erge una piccola lanterna quadrata con quattro finestrelle, sormontata da un tetto a pagoda culminante con una quinta sfera. In cima, a mo' di guglia, un camino d'aerazione con cuspide terminale svetta verso il cielo.
La fronte del monumento, su via Battisti, presenta una piccola vasca a conca neoclassica. Al di sopra, oltre il rubinetto moderno e quello antico, vi è una scritta un rilievo, in cemento, riportante il nome della fontana e la profondità del pozzo. Sulla cornice, invece, è la data di realizzazione del monumento.
Durante il periodo fascista, sul lato destro della Fonte, visibile quindi da chi discendeva via Battisti in direzione di Novara, venne dipinto un fascio circondato dalle iniziali del Partito fascista. Oggi è ancora visibile, sbiadito dal tempo e dai tentativi di cancellazione postbellici.